# Bobby Layne
Robert Lawrence „Bobby“ Layne (* 19. Dezember 1926 in Santa Anna, Texas; † 1. Dezember 1986 in Lubbock, Texas), Spitzname: „Gadabout Gladiator“ war ein US-amerikanischer American-Football-Spieler. Er spielte als Quarterback und als Kicker in der National Football League (NFL). Seine größten Erfolge feierte er mit den Detroit Lions.

## Jugend
Bobby Layne wurde in Santa Anna geboren. Als er sechs Jahre alt war, starb sein Vater und er zog zu einem Onkel nach Fort Worth. Nachdem im Alter von acht Jahren auch seine Mutter gestorben war, wurde er alleine von seinem Onkel und dessen Familie aufgezogen. Die Familie zog später nach Dallas. Bobby Layne besuchte dort auch die High School und lernte auf der Schule seinen späteren Mitspieler bei den Detroit Lions, Doak Walker, kennen. Mit Walker blieb er bis zu seinem Tod befreundet. Zusammen mit Walker spielte Layne auf der Schule American Football, zunächst auf der Position eines Guards, später dann aber auf der Position eines Tailbacks. In seinem letzten Schuljahr spielte er mit seiner Footballmannschaft in den Play-offs der Staatsmeisterschaft und wurde in die Auswahlmannschaft gewählt. Im Jahr 1944 erhielt Robert Layne, der während seiner Schulzeit auch als Baseballspieler auf sich aufmerksam gemacht hatte, ein Baseballstipendium an der University of Texas at Austin.

## Spielerlaufbahn

### Collegekarriere
Robert Layne studierte von 1944 bis 1948 an der University of Texas. Er spielte dort in der Baseballmannschaft sowie als Quarterback im Footballteam. Im Jahr 1945 diente er kurzfristig in der US Navy kehrte aber danach an sein College zurück und führte sein Footballteam zur Conference Meisterschaft und in den Cotton Bowl. Das Spiel gegen die University of Missouri wurde mit 40:26 gewonnen. Layne erzielte in dem Spiel vier Touchdowns. Er wurde daraufhin zum Most Valuable Player (MVP) des Spiels ernannt. Nach der Saison 1947 führte Layne sein Team in den Sugar Bowl. Das Spiel gegen die University of Alabama wurde mit 27:7 gewonnen. Auch in diesem Spiel war Layne erfolgreich. Er erzielte mit einem Pass einen Raumgewinn von 99 Yards, der von seinem Mitspieler zu einem Touchdown verwertet werden konnte. Einen weiteren Touchdown erzielte er durch einen eigenen Lauf in die Endzone der gegnerischen Mannschaft. Auch nach dem Spiel gegen die University of Alabama wurde er zum MVP erklärt. Nach der Saison erfolgte ferner die Ernennung zum All American.
Auch als Baseballspieler war Layne am College erfolgreich. Er lief vier Jahre lang als Pitcher für seine College-Baseball-Mannschaft auf. Seinen 39 Siegen während seiner Studienzeit standen sieben Niederlagen gegenüber. Im Jahr 1946 gelangen ihm zwei No-Hitter. 1948 beendete er erfolgreich sein Sportstudium und spielte danach kurzzeitig Baseball in einer unterklassigen Baseballliga. Seine Tätigkeit als Baseballspieler stellte er zugunsten einer Laufbahn als Footballspieler ein, nachdem ihm bewusst wurde, dass Proficlubs an seiner Verpflichtung Interesse hatten.

### Profikarriere
Bobby Layne wurde im Jahr 1948 durch die Chicago Bears in der ersten Runde an dritter Stelle gedraftet. Auch die Baltimore Colts aus der All-America Football Conference (AAFC) wollten Layne verpflichten und wählten ihn in der AAFC Draft aus. Sie boten Layne ein Jahressalär von 77.000 US-Dollar an. Dieser nahm jedoch das geringer dotierte Angebot des NFL Clubs an, da er die NFL für die etabliertere Liga hielt. Die Karriere von Layne begann zunächst wenig aussichtsreich. Der Head Coach und Besitzer der Bears, George Halas, setzte ihn zunächst nur als Ersatzspieler hinter Sid Luckman ein und gab ihn nach der Saison für 50.000 US-Dollar in bar und zwei zukünftige Erstrunden-Draftrechte an die New York Bulldogs ab.
Layne erlebte in New York City eine katastrophale zweite Saison. Sein Team verlor zehn von zwölf Spielen, er selbst konnte nur neun Touchdowns bei 18 Interceptions erzielen. Nach dieser Saison war Layne kurz davor seine Laufbahn zu beenden, wurde dann aber an die Detroit Lions abgegeben. Der Aufstieg von Layne zu einem Spitzenspieler begann. Im Jahr 1950 wurde Doak Walker von den Lions verpflichtet und 1951 übernahm Buddy Parker das Traineramt bei der Mannschaft aus Detroit. In den Jahren 1950 bis 1952 wurden von den Lions weitere Spitzenspieler wie Pat Harder, Lou Creekmur, Yale Lary oder Jack Christiansen unter Vertrag genommen. Der erste Titelgewinn für Layne ließ mit dieser Mannschaft nicht lange auf sich warten.
Nach der Regular Season 1952 zog Bobby Layne mit seiner Mannschaft zum ersten Mal in die Play-offs und ins NFL-Meisterschaftsspiel ein. Im NFL-Endspiel wurden die Cleveland Browns mit 17:7 besiegt. Layne erzielte durch einen Lauf in die gegnerische Endzone einen Touchdown. Im folgenden Jahr konnten die Lions ihren Titel verteidigen und gewannen im NFL-Endspiel erneut gegen die Browns mit 17:16. Auch in diesem Spiel gelang Bobby Layne ein Touchdown. Auch das Spieljahr 1954 verlief für die Lions erfolgreich. Bobby Layne führte sein Team in das dritte Endspiel in Folge. Das Endspiel gegen den Dauerrivalen aus Cleveland verlief für Layne schlecht. Er warf sechs Interceptions und war damit maßgeblich an der 56:10-Niederlage seiner Mannschaft beteiligt.
Im Jahr 1957 übernahm George Wilson das Traineramt bei den Lions und Layne gewann seinen dritten Meistertitel. Nochmals waren die Browns der Endspielgegner und wiederum mussten sie sich den Lions geschlagen geben. Diesmal verloren sie deutlich mit 59:14. Bobby Layne erhielt in diesem Spiel allerdings keine Einsatzzeit, er hatte sich drei Spieltage zuvor einen Beinbruch zugezogen und wurde durch Tobin Rote ersetzt.
Tobin Rote hatte in seinem ersten Endspiel die Trainer der Lions überzeugt. Wilson plante für die Saison 1958 die beiden Spielmacher abwechselnd einzusetzen. Dies war ein Zustand, der für Layne nicht akzeptabel war. Buddy Parker war mittlerweile Trainer der Pittsburgh Steelers. Ihm gelang es Layne im Laufe der Saison 1958 zu verpflichten. Mit den Steelers konnte Layne allerdings nicht mehr in ein Endspiel einziehen. Nach der Saison 1962 beendete Bobby Layne seine Spielerlaufbahn.
Robert Layne gewann nicht nur drei Meistertitel, ihm gelangen auch mehrere Jahresbestleistungen. Im Jahr 1951 warf er 152 Pässe zu einem Raumgewinn von 2403 Yards. 26 seiner Pässe konnten von seinen Mitspielern zu Touchdowns verwertet werden. Nach seiner Laufbahn hielt er zahlreiche Karrierebestleistungen – wie den Rekord für die meisten Touchdowns oder den Bestwert für den gesamt erzielten Raumgewinn. Bobby Layne galt als ausgesprochen zäher Spieler, der niemals ein Spiel verloren gab und immer gewinnen wollte. Doak Walker führte über seinen Freund aus: “Bobby never lost a game. Some days, time just ran out on him.” (deutsch: „Bobby Layne verlor niemals ein Spiel, an manchen Tagen ging ihm einfach die Zeit aus.“) Trotz seines sportlichen Einsatzes, galt Layne als sehr trinkfreudig, der zudem keine Party ausließ. Im Jahr 1957 wurde er festgenommen. Die Polizei warf ihm vor betrunken am Steuer seines Autos gesessen zu haben. Bestraft wurde Layne dafür jedoch nicht. Er konnte beim Gerichtsverfahren glaubhaft versichern, dass lediglich sein texanischer Dialekt für seine bei der Polizeikontrolle verwaschene Aussprache verantwortlich war.

## Nach der Spielerlaufbahn
Unmittelbar nach seiner Spielerlaufbahn wurde Layne Assistenztrainer bei den Steelers und den St. Louis Cardinals. Noch während seiner Studienzeit hatte Layne geheiratet und wurde Vater von zwei Söhnen. Nachdem er auch seine Trainerlaufbahn beendet hatte, wurde er Geschäftsmann in Lubbock, der Heimatstadt seiner Frau. Bobby Layne starb an Leberkrebs. Er ist auf dem City of Lubbock Cemetery beerdigt.

## Ehrungen
Bobby Layne spielte fünfmal im Pro Bowl und wurde sechsmal zum All-Pro gewählt. Seine Rückennummer wird durch die Lions nicht mehr vergeben. Bobby Layne ist Mitglied im NFL 1950s All-Decade Team, Texas Sports Hall of Fame, in der Longhorn Hall of Honor, in der Pro Football Hall of Fame und in der College Football Hall of Fame.